# Razão sexual operacional
Na biologia evolutiva da reprodução sexual, a razão sexual operacional (RSO) é a proporção de machos sexualmente competidores prontos para acasalar em relação às fêmeas sexualmente competidoras prontas para acasalar, ou, alternativamente, a proporção local de fêmeas férteis em relação a machos sexualmente ativos em um dado momento. Isso difere da razão sexual física, que simplesmente inclui todos os indivíduos, incluindo aqueles que estão sexualmente inativos ou que não competem por parceiros.
A teoria da RSO hipotetiza que a razão sexual operacional afeta a competição pelo acasalamento de machos e fêmeas em uma população. Esse conceito é especialmente útil no estudo da seleção sexual, pois é uma medida da intensidade da competição sexual em uma espécie, e também no estudo da relação entre seleção sexual e dimorfismo sexual. A RSO está intimamente ligada à "taxa potencial de reprodução" dos dois sexos; ou seja, a rapidez com que cada sexo poderia se reproduzir em circunstâncias ideais. Geralmente, a variação nas taxas potenciais de reprodução cria um viés na RSO, o que, por sua vez, afeta a força da seleção. Diz-se que a RSO é tendenciosa para um sexo específico quando os membros sexualmente prontos desse sexo são mais abundantes. Por exemplo, uma RSO tendenciosa para machos significa que há mais machos sexualmente competidores do que fêmeas sexualmente competidoras.

## Alguns fatores que afetam a RSO
A razão sexual operacional é afetada pelo tempo que cada sexo gasta cuidando dos filhotes ou se recuperando do acasalamento. Por exemplo, se as fêmeas interrompem a atividade de acasalamento para cuidar dos filhotes, mas os machos não, então mais machos estariam prontos para acasalar, criando uma RSO tendenciosa para machos. Um aspecto da gestação e do tempo de recuperação seria a perda de ninhada. A perda de ninhada ocorre quando filhotes ou um grupo de filhotes é perdido devido a um acidente, predação, etc. Isso, por sua vez, afeta a duração dos ciclos reprodutivos em machos e fêmeas. Se os machos investirem mais tempo no cuidado de seus filhotes, eles passarão menos tempo acasalando. Isso empurra a população para uma RSO tendenciosa para fêmeas e vice-versa. Independentemente de serem os machos ou as fêmeas que investem mais no cuidado dos filhotes, se eles perderem seus filhotes por qualquer motivo, isso mudaria a RSO para ser menos tendenciosa, pois o sexo anteriormente ocupado torna-se disponível para acasalar novamente.
Como mencionado, outro fator importante que influencia a RSO é a taxa potencial de reprodução (TPR). Qualquer diferença sexual na TPR também alterará a RSO, por isso é importante considerar os fatores que mudam a TPR. Esses incluem restrições a fatores ambientais, como alimentos ou locais de nidificação. Por exemplo, se os machos precisam fornecer um presente rico em nutrientes antes do acasalamento (provavelmente comida), quando a disponibilidade de nutrientes é alta, a RSO será tendenciosa para machos, pois há muitos nutrientes disponíveis para fornecer presentes. No entanto, se os nutrientes são escassos, menos machos estarão prontos para se reproduzir, causando uma RSO tendenciosa para fêmeas.
Outro exemplo seria se, em uma determinada espécie, os machos cuidassem dos filhotes e de um ninho. Se a disponibilidade de locais de nidificação diminuir, a população tenderá a uma RSO mais tendenciosa para fêmeas, pois apenas um pequeno número de machos realmente possui um ninho, enquanto todas as fêmeas, independentemente de um ninho, continuam produzindo ovos.

## Alguns fatores que a RSO prevê
Um fator importante que a RSO pode prever é a oportunidade para seleção sexual. À medida que a RSO se torna mais tendenciosa, o sexo em excesso tenderá a sofrer mais competição por parceiros e, portanto, estará sujeito a uma forte seleção sexual.
A intensidade da competição também é um fator que pode ser previsto pela RSO. De acordo com a teoria da seleção sexual, espera-se que o sexo mais abundante compita mais fortemente, enquanto o sexo menos abundante seja mais "seletivo" na escolha de parceiros para acasalar. Seria esperado que, quando a RSO for mais tendenciosa para um sexo, se observe mais interação e competição do sexo mais disponível para acasalar. Quando a população é mais tendenciosa para fêmeas, observa-se mais competição fêmea-fêmea, e o oposto é visto em uma população tendenciosa para machos, onde uma RSO tendenciosa para machos causaria mais interação e competitividade macho-macho. 
Embora ambos os sexos possam estar competindo por parceiros, é importante lembrar que a RSO tendenciosa prevê qual sexo é o competidor predominante (o sexo que exibe a maior competição). A RSO também pode prever o que acontecerá com a guarda de parceiros em uma população. À medida que a RSO se torna mais tendenciosa para um sexo, pode-se observar que a guarda de parceiros aumenta. Isso provavelmente ocorre devido ao fato de que o número de rivais (número de indivíduos de um certo sexo também prontos para acasalar) é aumentado. Se uma população é tendenciosa para machos, há muito mais machos rivais competindo por um parceiro, o que significa que aqueles que já têm um parceiro são mais propensos a protegê-lo.

## Outros exemplos de fatores que afetam a RSO
- A diferença na idade de maturação sexual é outro fator possível que pode afetar a RSO. Se um sexo leva mais tempo para amadurecer do que o outro, seria esperado observar uma RSO tendenciosa para o sexo que amadurece mais rápido, na maioria das vezes.[23]
- Os cronogramas de migração diferem entre os sexos, o que eventualmente leva a mudanças sazonais na RSO. Por exemplo, se os machos chegam primeiro ao local de migração, então, por um certo período, a população teria uma RSO tendenciosa para machos.[20]
- A distribuição espacial também pode causar viés na RSO. Se houver uma grande diferença de distribuição espacial entre os sexos, seria observada uma RSO tendenciosa dependendo da área observada. Pode haver mais machos do que fêmeas em um local, causando uma RSO tendenciosa para machos naquele local específico.[24][25]
- A taxa de mortalidade também pode alterar a RSO de uma população. Por exemplo, se houver uma alta taxa de mortalidade em machos de uma espécie específica, provavelmente seria observada uma RSO tendenciosa para fêmeas.[26]
- A temperatura pode desempenhar um papel importante na RSO de uma população. Em muitos répteis, a determinação do sexo depende da temperatura do ambiente durante o desenvolvimento embrionário. Ambientes consistentemente quentes ou frios podem resultar em grandes vieses na razão sexual de uma população.[27]